# Ganges (schip, 1906)
SS Ganges was het derde schip van de Nourse Line dat de naam Ganges kreeg. De eerste Ganges werd gebouwd in 1861 en verging in 1881. De tweede Ganges werd in 1882 gebouwd.
Ganges was een stoomschip van 3.475 ton en werd gebouwd door Charles Connell & Company uit Glasgow. Het schip werd op 9 maart 1906 te water gelaten.

## Migranten
Het schip maakte zeven reizen met Indiase contractarbeiders van Calcutta en Madras naar Fiji, tien reizen naar Trinidad en ook reizen naar Suriname.
De Ganges was het laatste schip dat Indiase contractarbeiders naar Trinidad en Brits Guyana vervoerde, waarbij het op 18 april 1917 in Georgetown, Guyana, aanmeerde.
| Bestemming | Datum van aankomst | Aantal passagiers |
| ---------- | ------------------ | ----------------- |
| Trinidad   | 25 oktober 1906    | 479               |
| Trinidad   | 10 oktober 1907    | 344               |
| Suriname   | 17 februari 1908   | n.b.              |
| Trinidad   | 20 juli 1908       | 642               |
| Trinidad   | 16 juni 1909       | 819               |
| Trinidad   | 24 november 1910   | 842               |
| Trinidad   | 25 maart 1911      | 776               |
| Fiji       | 22 juli 1911       | 860               |
| Trinidad   | 9 december 1911    | 428               |
| Suriname   | 7 april 1912       | n.b.              |
| Fiji       | 18 juli 1912       | 843               |
| Fiji       | 8 november 1912    | 846               |
| Fiji       | 21 februari 1913   | 771               |
| Fiji       | 29 mei 1913        | 848               |
| Fiji       | 9 september 1913   | 784               |
| Fiji       | 21 juni 1915       | 846               |
| Trinidad   | 11 november 1915   | 325               |
| Trinidad   | 18 april 1916      | 200               |
| Trinidad   | 22 april 1917      | 421               |

## Eerste Wereldoorlog
Tussen 7 en 31 augustus 1914 werd het gevorderd voor gebruik als vrachtschip (collier) voor de Royal Navy. Van september van hetzelfde jaar tot de volgende januari werd het gebruikt door de Indian Expeditionary Force. Gedurende de jaren 1916 en 1917 werd het gevorderd om verschillende bulkladingen te vervoeren, waaronder kolen, suiker en tarwe. Van 6 januari 1918 tot en met 19 april 1919 viel het onder de Lijnaanvraagregeling.

## Andere eigenaren
Het werd in 1928 uit de vloot verkocht aan FB Saunders uit Londen, die hem het jaar daarop verkocht aan Sea Products of London. De naam veranderde in 1930 in Seapro en het schip diende nog vier jaar totdat het in 1934 werd verkocht aan Thos W Ward.